# Stenhamra
Stenhamra is een plaats in de gemeente Ekerö in het landschap Uppland en de provincie Stockholms län in Zweden. De plaats heeft 3280 inwoners (2005) en een oppervlakte van 292 hectare.